# SN 2009nv
SN 2009nv – supernowa typu Ia odkryta 18 grudnia 2009 roku w galaktyce A120255+1535. W momencie odkrycia miała maksymalną jasność 19,10m.